# Gravel
Gravel (conosciuto anche come Sergente maggiore William Gravel) è un personaggio immaginario dei fumetti creato da Warren Ellis nel 1999 e pubblicato dalla casa editrice statunitense Avatar Press. Appare per la prima volta nella miniserie Strange Kiss, disegnata da Mike Wolfer e distribuita tra il 1999 e il 2000. Gravel è protagonista di altre 5 miniserie tra il 2000 e il 2004, prima di veder pubblicata la prima serie regolare a lui dedicata nel 2007.
William Gravel è un sottufficiale dello Special Air Service (o SAS) britannico ma oltre ad essere addestrato dalle forze militari è anche un profondo conoscitore delle arti magiche da oltre vent'anni. Questo lo ha portato ad essere uno dei più potenti Combat Magician (mago combattente) della Terra.

## Storia editoriale
William Gravel viene creato per la casa indipendente Avatar Press da Warren Ellis (detentore dei diritti sul personaggio e tutte le opere che lo riguardano). Il personaggio ottiene di un discreto successo (in relazione alle copie vendute mediamente da un indie comic) e questo gli permette di godere di una vita editoriale che si dipana dall'anno della sua creazione fino alla serie regolare del 2014. Prima di quest'ultima gli sono state dedicate 6 miniserie in bianco e nero e una serie regolare a colori.

### Strange Kiss
Si tratta della prima miniserie dove appare il personaggio. Gravel è in missione a New York dove si è diffuso uno strana malattia che pare si sia diffusa con un bacio da cui il titolo (Kiss cioè bacio) della miniserie. Da questa viene colpito anche un compagno d'armi di William nel SAS. Viene conosciuto come Bull ed è l'unico vero amico che Gravel abbia al mondo. Questi muore di fronte ai suoi occhi dando vita a dei piccoli esseri a forma di lucertola che gli escono dall'ano. Grazie ai suoi poteri e all'aiuto di un patologo forense, riesce a risalire all'origine aliena di questi esseri che utilizzano il corpo umano come un'incubatrice. Il padre di queste creature è un essere antico con sembianze di serpente che cerca di trascendere la sua mortalità e inacapacità di riprodursi sfruttando il corpo degli esseri umani. Gravel riesce però a ucciderlo utilizzando una pallotola magica. Vendica così il suo amico Bull e uccide una delle minacce più antiche della Galassia.

### Stranger Kisses
Gravel si trova ancora negli Stati Uniti dove viene avvicinato da una star di Hollywood dal nome John Weston. Si tratta di un attore di film d'azione con aspirazioni politiche e ingaggia Gravel con il compito di debellare un gruppo di malavitosi che producono snuff movie illegali. William arriva a scoprire che i video prodotti hanno come protagonisti delle persone a cui è stato modificato il corpo a fini pornografici e tra l'altro sono protetti dal Dipartimento di Polizia di Los Angeles. Weston e Gravel si trovano contro un sistema che si sviluppa a più livelli sia nello show business e sia nel potere politico californiano. Durante una sparatoria l'attore Weston viene ucciso perché troppo fiducioso nelle sue capacità di pistolero apprese durante la lavorazione dei suoi action-movies. Gravel si ritrova intrappolato sia dalla gang di criminali sia dai poliziotti ed è costretto a fingere il proprio suicidio.

### Strange Killings
Gravel viene richiamato nel Regno Unito dal misterioso Colonnello H. Questi gli affida la missione di riportare l'ordine all'interno di un carcere speciale del Wessex in preda ad una rivolta dei prigionieri. Il motivo dell'ingaggio di Gravel risiede nella natura sovrannaturale di quanto accaduto. All'interno della struttura, Grevel incontra infatti i prigionieri trasformati in zombie o fusi alle pareti. Capisce subito che si tratta di Magia Nera (o Dark Magic in originale). Questa è opera di un mago oscuro che si trova in una cella del livello 3 e sta usando l'energia vitale dei carcerati ed altri esseri umani per creare dalla prigione un santuario che sia l'epicentro di un enorme incantesimo. Gravel riesce a sottrargli forza eliminando gli esseri umani da lui utilizzati come batterie e poi lo elimina affrontandolo direttamente.

### Strange Killings: The Body Orchard
Gravel si reca a Londra per compiere una missione non autorizzata dal SAS o da qualche alta istituzione occulta del Governo. Viene infatti assoldato per uccidere un assistente del neoeletto sindaco Frederick Irons per conto dello stesso Irons. Il giorno dopo però, durante una manifestazione pubblica, il sindaco viene assassinato da un gruppo di 4 persone sotto gli occhi di Gravel. Questi li riconosce: sono un team SAS per cui ha lavorato in passato e che prende il nome in codice di Alpha One Four. I quattro posseggono delle capacità sovrannaturali simili alle sue e riescono a fuggire mentre Gravel è preso in custodia dalla Polizia e accusato dell'omicidio di Frederick Irons. William scopre di essere stato incastrato dal Colonnello H e decide di evadere. Il suo primo obiettivo è di eliminare i componenti del team Alpha One Four e per questo li affronta in un reame occulto dal nome Body Orchard. Si tratta di una dimensione nella quale le leggi della fisica sono stravolte ed esistono miriadi di oggetti magici, solo i maghi più esperti vi possono accedere e sfruttarne le innumerovoli potenzialità. Qui Gravel riesce ad eliminalrli ma viene anche a conoscenza di un piano ordito dal Colonnello e da altri poteri occulti. Si tratta della destabilizzazione degli Stati Uniti d'America tramite un attacco al Pentagono e alla capitale Washington.

### Strange Killings: Strong Medicine
A Londra viene trovato il corpo di un ragazzo di colore orribilmente mutilato a scopi rituali. Il detective Len Moody che conosce Gravel dai tempi della Guerra nelle Falklands gli chiede assistenza nel risolvere il caso. Gravel riceve in forma di sogno premonitore delle informazioni dal suo vecchio amico Daniel Mogotosi, facente parte della Squadra per i crimini dell'Occulto (Occult Crime Squad in originale, da cui l'acronimo OCS) del Sudafrica. Le rivelazioni di Daniel lo spingono ad indagare su un gruppo razzista paramilitare autodefinitosi Combat 18. Questi sono però solo responsabili di aver procurato la vittima mentre il rituale è stato praticato da Willem Degroot, un colonnello dell'OCS il quale ha praticato i riti tribali Muti, capaci di generare una potente magia chiamata anche Strong Medicine. Willem è un sudafricano di origine europea (discendente di coloni) che vuole usare queste pratiche per distruggere Londra con la magia nera africana. Ritiene infatti gli inglesi colpevoli di non aver appoggiato il governo bianco del Sudafrica, permettendo alla popolazione locale di entrare nelle istituzioni. Tra l'altro Gravel apprende che Mogotosi è stato ucciso mesi prima e quindi i sogni che ha avuto lo hanno messo in comunicazione con un defunto. Gravel uccide Willem impedendogli di portare a termine un altro rituale e ponendo fine alla sua delirante vendetta.

## Pubblicazioni
- Strange Kiss, miniserie di 3 numeri, di Warren Ellis (testi), Mike Wolfer (disegni), Dan Parsons (rifiniture), Avatar Press (editore), novembre 1999 - febbraio 2000 / Edizione italiana: Magic Press, titolo: Bacio Morboso Volume uno, raccolta TP[8]. ISBN 9788877593634
- Stranger Kisses, miniserie di 3 numeri, di Warren Ellis (testi), Mike Wolfer (disegni), Dan Parsons (rifiniture), Avatar Press (editore), dicembre 2000 - marzo 2001 / Edizione italiana: Magic Press, titolo: Bacio Morboso Volume due, raccolta TP, ISBN 9788877593641
- Strange Killings, miniserie di 3 numeri, di Warren Ellis e Mike Wolfer (testi), M.Wolfer (disegni), Avatar Press (editore), febbraio-aprile 2002
- Strange Killings: The Body Orchad, miniserie di 6 numeri, di Warren Ellis e Mike Wolfer (testi), Mike Wolfer (disegni), Avatar Press (editore), agosto 2002 - gennaio 2003
- Strange Killings: Strong Medicine, miniserie di 3 numeri, di Warren Ellis e Mike Wolfer (testi), Mike Wolfer (disegni), Avatar Press (editore), luglio-settembre 2003
- Strange Killings: Necromancer, miniserie di 6 numeri, di Warren Ellis e Mike Wolfer (testi), Mike Wolfer (disegni), Avatar Press (editore), marzo-ottobre 2004
- Gravel, serie regolare durata 22 numeri (n. 0 e nn. 1-21), di Warren Ellis e Mike Wolfer (testi), Raulo Caceres - Oscar Jimenez - Mike Wolfer (disegni), Avatar Press, dicembre 2007 - ottobre 2010